# Fuga de la Croix-des-Bouquets
La fuga de la Croix-des-Bouquets va ser una fuga que va tenir lloc el 25 de febrer de 2021 quan centenars de detinguts es van evadir de la presó de la Croix-des-Bouquets, al departament de l'Oest, a Haití.

## Procés
Un motí va esclatar a la presó de la Croix-des-Bouquets. Més de 400 presoners es van escapar. En el transcurs de la baralla, vuit persones van morir a la presó, entre els quals Paul Hector Joseph, el director. Després d'haver-se escapat, un cert nombre de fugitius van obrir foc als carrers, matant diversos civils als carrers veïns de la presó i per tota la ciutat. Hi ha un intercanvi de trets entre les autoritats locals i els evadits, que suposa la mort d'alguns policies. El destacat i poderós cap de banda Arnel Joseph també es va escapar de la presó, i ho va fer amb un còmplice en cotxe, però va ser trobat per la policia, i en un intercanvi de trets Joseph va ser abatut i mort, mentre el seu còmplice, que conduïa el vehicle, va ser ferit però va poder fugir.